# Троицкий сельсовет (Железногорский район)
Тро́ицкий сельсове́т — муниципальное образование со статусом сельского поселения в Железногорском районе Курской области России.  
Административный центр — село Троицкое.

## География
Расположен на востоке Железногорского района. Граничит с Фатежским районом.

## История
Образован в первые годы советской власти. До 1928 года находился в составе Нижнереутской волости Фатежского (до 1924 года) и Курского (1924—1928) уездов. В 1928 году вошёл в состав новообразованного Фатежского района. В 1935—1963 годах находился в составе Верхнелюбажского района Курской области.
В 1963—1965 годах вновь в составе Фатежского района. В июне 1965 года передан в состав Железногорского района. В 1963 году в Троицкий сельсовет из Андросовского сельсовета были переданы деревни Копёнки, Верхние Радубичи, Средние Радубичи и посёлок Богатырёвский. В 1970 году эти населённые пункты были возвращены в Андросовский сельсовет. 
В 1984 году к Троицкому сельсовету был присоединён Старобузский сельсовет.
Законом Курской области от 21 октября 2004 года № 48-ЗКО Троицкий сельсовет наделён статусом сельского поселения.

## Населённые пункты
В состав Троицкого сельсовета входят 4 населённых пункта:
| № | Населённый пункт | Тип населённого пункта |
| - | ---------------- | ---------------------- |
| 1 | Троицкое         | село, администр. центр |
| 2 | Гнездилово       | деревня                |
| 3 | Кривые Выселки   | посёлок                |
| 4 | Старый Бузец     | деревня                |

## Население
| 2002 | 2010 | 2012 | 2013 | 2014 | 2015 | 2016 |
| ---- | ---- | ---- | ---- | ---- | ---- | ---- |
| 874  | ↘605 | ↗618 | ↗632 | ↗636 | ↘590 | ↘561 |
| 2017 | 2018 | 2019 | 2020 | 2021 |      |      |
| ↗581 | ↘564 | ↘548 | ↘516 | ↘512 |      |      |

## Главы сельсовета
- Калашников Николай Петрович (?—1941)
- Анпилогова Антонина Ивановна (1943—?)
- Локтионов Егор Фёдорович
- Прохоров Н. Д.
- Локтионова Зинаида Петровна (?—1971)
- Анпилогов Виктор Александрович (1971—1973)
- Коростелёва Евгения Павловна (1973—1984)
- Бирюков Пётр Петрович (1984—?)
- Бирюков Виктор Петрович
- Котов Пётр Афанасьевич (?—2003)
- Горбунова Тамара Александровна (2003—2013)
- Асютиков Александр Васильевич (2013—2019)
- Сопнева Людмила  Александровна (2019 — н.в.)